# エストニア語
エストニア語（エストニアご、eesti keel [ˈeːsti ˈkeːl] ( 音声ファイル)）は、ウラル語族・フィン・ウゴル語派・バルト・フィン諸語に属する言語。話者は約110万人で、エストニアの主要言語であり、また公用語となっている。フィンランド語に近く、ハンガリー語とも系統を同じくする。
南エストニア方言とタリン周辺で使われる北エストニア方言の2つの方言があり、後者は現在の標準語のもとになっている。

## 概要
18世紀の初めから1918年に至るまでエストニアはロシア帝国の支配下にあり、約20年後再びソ連に併合され、1991年に再び独立したが、エストニア語にはロシア語の影響があまりない。むしろ、フィンランド語やドイツ語のほうが密接に関わりを持っている。
フィンランド語とエストニア語は同じウラル語族に属しており、語彙の面でも文法の面でも共通点が多い。また、ドイツ語との関係は中国語と日本語の関係に似ており、長期にわたってドイツ語やその一方言低地ドイツ語から影響を受けてきた。その証拠として、エストニア共和国の首都タリンには低地ドイツ語で書かれた歴史文書が大量に保管されている。

## 方言
エストニア語には首都・タリンを中心にした北方言と、第二の都市・タルトゥを中心にした南方言がある。現在の標準エストニア語は北方言に基づいている。

## 歴史
エストニア語が文字を使って書かれ始めたのは1520年代以降だが、当時はキリスト教の教会に住んでいたドイツ人がエストニア人に布教するために使われたもので、実際に使われていたエストニア語とはかけ離れたものだったという。また、1739年にはエストニア語訳聖書の全訳が出た。
19世紀に入るころには徐々にエストニア人にも読み書きのできる人々が学校教育の普及によって増え始め、そのころから新聞や小説などが出るようになった。独立直後の憲法制定会議の議事録はすでに現代のエストニア語とほぼ変わらないものだという。その後、ソ連時代を経て、現在に至る。
他のバルト諸国同様、エストニアにはドイツ系移民が多く、このためエストニア語は語彙および統語法の両面でドイツ語の影響を強く受けている。言語形態論的には、ウラル語族に多い膠着語からインド・ヨーロッパ語族に多い屈折語（総合的言語）への移行形態を見せている。informatsioonやkontsertなどドイツ語と発音が似ている単語もしばしば見受けられる。

## 文字
表記にはラテン文字を用いる。ただし c, f, q, w, x, y, z, š, žは外国語由来の語にのみ用いられる。また、c, q, w, x, yは言語のつづりのまま表記される場合のみ、f, z, š, žは比較的新しい外来語に用いられる。
エストニア語独自の文字としては、š, ž, ä, ö, ü, õ がある。ä 、ö、 üはドイツ語と同じでそれぞれのaとe、oとe、uとeの中間の音となり õ は非円唇の o である。 基本的にローマ字読みが可能である。

## 音韻

### 母音
|        | 前舌 | 前舌   | 後舌 | 後舌 |
| ------ | ---- | ------ | ---- | ---- |
| 非円唇 | 円唇 | 非円唇 | 円唇 |      |
| 狭     | i/i/ | ü/y/   | õ/ɤ/ | u/u/ |
| 中央   | e/e/ | ö/ø/   | õ/ɤ/ | o/o/ |
| 広     | ä/æ/ |        | a/ɑ/ |      |

エストニア語の母音

以下の母音は日本語にないため、注意が必要である。
uは、英語のbookのooの音。唇を丸くして発音。
äは、英語のcatのaの音。
öは、ドイツ語のö。舌を/e/の形にして唇を丸めたもの。
õは、日本語のうの音に近い。(ただし、同じではない。)
üは、ドイツ語のü。舌を/i/の形にして唇を丸めたもの。
詳しい発音や、音声データはそれぞれの項目を参照。

#### 長短
母音の長短には短・長・超長母音の三段階の変化がある。また、ウラル語族の特徴である母音調和は現在は消失している。

### 子音
|      |        | 唇   | 歯茎 | 歯茎  | 後部歯茎 | 舌背 | 声門 |
| 通常 | 口蓋   | 唇   |      |       | 後部歯茎 | 舌背 | 声門 |
| ---- | ------ | ---- | ---- | ----- | -------- | ---- | ---- |
| 鼻   | 鼻     | m    | n    | [nʲ]  |          |      |      |
| 破裂 | 短     | p    | t    | [tʲ]  |          | k    |      |
| 破裂 | 長子音 | [pː] | [tː] | [tʲː] |          | [kː] |      |
| 摩擦 | 無声短 | f    | s    | [sʲ]  | ʃ        |      | [h]  |
| 摩擦 | 有声短 | v    |      |       |          |      | [h]  |
| 摩擦 | 長子音 | [fː] | [sː] | [sʲː] | [ʃː]     |      | [hː] |
| 接近 | 接近   |      | l    | [lʲ]  |          | j    |      |
| 震え | 震え   |      | r    |       |          |      |      |

b, d, gと p, t, kはそれぞれ同じp, t, kの音をあらわす。例)paar-baar「対、組」-「バー(酒場)」。但し、母音にはさまれている場合は、p, t, kは「長い」p, t, kとなる。(日本語の「坂(さか)」と「作家(さっか)」に近い。)
語頭のhは読まない話し手も多い。また、šとžはともに[ʃː](無声後部歯茎摩擦音、英語のsh)をあらわし、šは「長く」、žは「短く」発音する(pとbの違いと同じ)。
また、jはドイツ語などと同様に/j/をあらわす(ヤ行の音)。

### 例
<促音>
- lõpetama (ルッペッタマ)終わる
- näitus (ナェイットゥス)  展示
- pääsuke (パェースッケ) 燕

<超長母音>
- vaatama （ヴァーッタマ）見る
- rääkima （ラェーッキマ）話す
- Euroopa（エウローッパ）ヨーロッパ
- vaate(ヴァーッテ) ←vaade(ヴァーテ)の属格形

## 文法
名詞に性はないが、単数と複数の数をもち、また14の格変化を有する。形容詞は名詞同様に数および格変化を有する。対格を持たず、直接目的語は属格あるいは分格によって表す。直接目的語は否定文においてはつねに分格となる。肯定文におけるこの区別は動詞の相における完了相と不完了相の対立におおまかに対応しており一般に可算である個体に対しては属格、非可算な非個体に対しては分格を用いる。また動詞の不定詞は2つあり-ma不定詞と-taまたは-da不定詞が存在する。

### 名詞

#### 格変化
エストニア語の名詞はさまざまな格変化をする。また、属格は必ず終わりが母音で、分格は終わりが母音、もしくは子音のt,dである。
単数属格形に-dをつけることで複数主格形をあらわす。
格変化の内訳は主格、属格、分格、入格、内格、出格、向格、接格（所格）、奪格（離格）、変格、様格、到格、欠格、共格の14種類。
このうち、場所をあらわす格は六種類ある。詳細は以下の表を参照。
|        | 中         | 上        |
| ------ | ---------- | --------- |
| ～へ   | -sse(入格) | -le(向格) |
| ～で   | -s(内格)   | -l(接格)  |
| ～から | -st(出格)  | -lt(奪格) |

ただし、「中」、「上」というのはあくまで目安のようなものである。また、以上の語尾は全て単数属格形につける。

#### 人称代名詞
|       | 単数     | 複数       |
| ----- | -------- | ---------- |
| 1人称 | mina(ma) | meie(me)   |
| 2人称 | sina(sa) | teie(te)   |
| 3人称 | tema(ta) | nemad(nad) |

カッコ内は強勢のない短形と呼ばれる形。反対に、入っていないものを長形という。また、3人称には英語やドイツ語のような男女の区別はない。

### 動詞
動詞の-maで終わる形を不定詞という。-maを取り除いた形を不定詞語幹という。
エストニア語は主語の人称によって動詞が変化する。ここでは、動詞elama(生きている、住んでいる)を例に挙げる。
|       | 単数  | 複数    |
| ----- | ----- | ------- |
| 1人称 | ela-n | ela-me  |
| 2人称 | ela-d | ela-te  |
| 3人称 | ela-b | ela-vad |

不定詞語幹に「-」以下の部分をつけると、文が成立する。また、エストニア語の現在形は非過去をあらわすため、未来のこともあらわす。
エストニア語の英語で言うbe動詞に当たるもの(コピュラ)はエストニア語ではolemaという。olemaは不規則動詞で、動詞の規則に当てはまらない。
|       | 単数  | 複数   |
| ----- | ----- | ------ |
| 1人称 | ole-n | ole-me |
| 2人称 | ole-d | ole-te |
| 3人称 | on    | on     |

また、否定形を作る際は否定の小詞「ei」を動詞の前に置く。例)Ma olen eestlane. → Ma ei ole eestlane.(私はエストニア人です→私はエストニア人ではありません。)
ただし、ei oleに限っては、特殊な否定形poleを代わりに使用することもある。
|       | 単数     | 複数      |
| ----- | -------- | --------- |
| 1人称 | ela-si-n | ela-si-me |
| 2人称 | ela-si-d | ela-si-te |
| 3人称 | ela-s    | ela-si-d  |

以上のように、elamaという動詞は人称語尾の直前に-si-をつけている。これはエストニア語の動詞の多くが持つ特徴である。(ただし、olemaはsiの代わりにiを使う。)